# Worcester (lớp tàu tuần dương)
Lớp tàu tuần dương Worcester là một lớp tàu tuần dương hạng nhẹ của Hải quân Hoa Kỳ được đặt lườn năm 1945 và đưa vào hoạt động trong những năm 1948-1949. Chúng cùng với những tàu tuần dương hạng nặng cùng thời lớp Des Moines là những tàu tuần dương toàn súng lớn cuối cùng của Hải quân Mỹ. Mười chiếc đã được dự trù cho lớp tàu này, nhưng chỉ có hai chiếc Worcester và Roanoke được hoàn tất.
Mặc dù về phương diện kỹ thuật là những tàu tuần dương hạng nhẹ do được trang bị pháo 6 in (152 mm), trong thực tế chúng là những tàu tuần dương lớn nhất từng được chế tạo, dài và nặng hơn đáng kể so với lớp tàu tuần dương hạng nặng Baltimore thời Chiến tranh Thế giới thứ hai. Sự sắp xếp dàn pháo chính của nó khá đặc trưng vì mang các tháp pháo nòng đôi thay vì ba nòng như các lớp tuần dương hạng nhẹ Cleveland, St. Louis và Brooklyn trước đó. Ngoài việc lớp Worcester được trang bị pháo 6 in (152 mm) thay vì 5 in (127 mm), cách sắp xếp của nó y hệt như lớp tàu tuần dương hạng nhẹ Juneau nhỏ hơn nhiều, mang 12 khẩu pháo trên sáu tháp pháo nòng đôi gồm ba phía mũi và ba phía đuôi tàu, chỉ có tháp pháo số 3 và 4 bắn thượng tầng.
Cả hai chiếc trong lớp đều được cho ngừng hoạt động vào năm 1958, là những tàu tuần dương hạng nhẹ thông thường cuối cùng hoạt động cùng hạm đội, và bị tháo dỡ vào đầu những năm 1970.

## Những chiếc trong lớp
| Tàu                | Đặt lườn            | Hạ thủy             | Hoạt động           | Số phận                                                                  |
| Worcester (CL-144) | 29 tháng 1 năm 1945 | 4 tháng 2 năm 1947  | 26 tháng 6 năm 1948 | Ngừng hoạt động 19 tháng 12 năm 1958; bán để tháo dỡ 5 tháng 7 năm 1972  |
| Roanoke (CL-145)   | 15 tháng 5 năm 1945 | 16 tháng 6 năm 1947 | 4 tháng 4 năm 1949  | Ngừng hoạt động 31 tháng 10 năm 1958; bán để tháo dỡ 22 tháng 2 năm 1972 |
| Vallejo (CL-146)   |                     |                     |                     | Bị hủy bỏ không lâu sau khi bắt đầu chế tạo                              |
| Gary (CL-147)      |                     |                     |                     | Bị hủy bỏ trước khi đặt lườn                                             |